# Готская война (416—418)
Готская война (416—418) — военный конфликт между Западной Римской империей и племенами вандалов-силингов и алан, обосновавшимися на Пиренейском полуострове в провинциях Бетика, Лузитания и Карфагеника.
Осенью 409 года племена варваров, до того грабившие Галлию с 407 года, пересекли Пиренеи и вторглись в испанские провинции империи. В течение двух лет захватчики сеяли разрушения по полуострову, пока в 411 году не разделили его провинции между собой. После раздела вандалы и аланы попытались достичь соглашения с имперским правительством, которое узаконило бы их поселение на правах федератов. Правительство императора Западной Римской империи Гонория отклонило их претензии, за исключением вандалов-асдингов, ставших федератами в Галлеции.
Для восстановления контроля над утраченной территорией римское правительство решило использовать войска вестготов, к этому времени получивших права федератов. Командующий войсками в Галлии Флавий Констанций добился того, чтобы одни варвары сражались во имя Рима против других.
В середине 416 года вестготы вышли из Барсино (совр. Барселона) и двинулись в провинцию Бетика против вандалов-силингов. Часть из них была перевезена по морю на кораблях императорского флота. Оказавшись на юге, они начали преследовать силингов. С помощью военной хитрости вестготскому вождю Валии удалось захватить их вождя Фридибальда. Решающая битва между двумя армиями произошла около Картеи, где вестготы нанесли сокрушительное поражение вандалам, понесшим большие потери. Весь 417 год вестготы изгоняли оставшихся силингов из провинции, вынудив их со своими семьями бежать на север, чтобы укрыться на территории асдингов.
Следующей целью стали аланы. Вестготы двинулись на север и вступили на их территорию. В 418 году произошло столкновение с армией аланов, и их вождь Аддак погиб во время битвы. Выжившие аланы решили не выбирать нового вождя и также бежали на территорию асдингов.
После поражения аланов Флавий Констанций в 418 году приказал вестготам прекратить поход и направиться в Галлию, где им было предоставлено поселение в провинции Вторая Аквитания и в долине реки Гаронна. Война против варваров, укрывшихся в Галлеции, не продолжалась. Империя сохранила союзное соглашение с асдингами; свевов тоже не беспокоили.
Империи удалось вернуть утраченные провинции и восстановить в них свое управление. Однако мир не продлился долго. Военная мощь вандалов-асдингов значительно возросла, и в следующем 419 году они попытались расширить свою территорию за счет свевов и спровоцировали войну между ними. После неудачи они бежали на юг, захватили Бетику и в 422 году разгромили римлян.